# Guinee-Bissau op de Olympische Zomerspelen 2020
Guinee-Bissau nam deel aan de Olympische Zomerspelen 2020 in Tokio, Japan.

## Atleten
Hieronder volgt een overzicht van de atleten die zich reeds verzekerden van deelname aan de Olympische Zomerspelen 2020.
| sport     | mannen | vrouwen | totaal |
| --------- | ------ | ------- | ------ |
| Atletiek  | 1      | 0       | 1      |
| Judo      | 0      | 1       | 0      |
| Worstelen | 2      | 0       | 2      |
| totaal    | 3      | 1       | 4      |

## Sporten

### Atletiek
Mannen
Loopnummers
| atleet      | onderdeel | series | series | kwartfinale    | kwartfinale    | halve finale   | halve finale   | finale         | finale         |
| atleet      | onderdeel | tijd   | rang   | tijd           | rang           | tijd           | rang           | tijd           | rang           |
| ----------- | --------- | ------ | ------ | -------------- | -------------- | -------------- | -------------- | -------------- | -------------- |
| Seco Camara | 100 m     | 11,33  | 7      | niet geplaatst | niet geplaatst | niet geplaatst | niet geplaatst | niet geplaatst | niet geplaatst |

### Judo
Vrouwen
| atlete        | onderdeel | eerste ronde         | tweede ronde         | kwartfinale          | halve finale         | herkansing           | finale / BM          | finale / BM    |
| atlete        | onderdeel | tegenstander uitslag | tegenstander uitslag | tegenstander uitslag | tegenstander uitslag | tegenstander uitslag | tegenstander uitslag | rang           |
| ------------- | --------- | -------------------- | -------------------- | -------------------- | -------------------- | -------------------- | -------------------- | -------------- |
| Taciana Cesar | −52 kg    | Park D-s V 00-11     | niet geplaatst       | niet geplaatst       | niet geplaatst       | niet geplaatst       | niet geplaatst       | niet geplaatst |

### Worstelen

#### Vrije stijl
Mannen
| atleet               | onderdeel | eerste ronde         | kwartfinale          | halve finale         | herkansing            | finale / BM          | finale / BM |
| atleet               | onderdeel | tegenstander uitslag | tegenstander uitslag | tegenstander uitslag | tegenstander uitslag  | tegenstander uitslag | rang        |
| -------------------- | --------- | -------------------- | -------------------- | -------------------- | --------------------- | -------------------- | ----------- |
| Diamantino Iuna Fafé | −57 kg    | Sanayev V 0 - 3      | niet geplaatst       | niet geplaatst       | niet geplaatst        | niet geplaatst       | 15          |
| Augusto Midana       | −74 kg    | Sidakov V 0 - 4      | niet geplaatst       | niet geplaatst       | Abdurakhmonov V 0 - 4 | niet geplaatst       | 11          |